# تپه حاجی پیر
تپه حاجی پیر مربوط به دوره ساسانیان - دوران‌های تاریخی پس از اسلام است و در شهرستان زنجان، روستای حبش واقع شده و این اثر در تاریخ ۱۹ اردیبهشت ۱۳۵۶ با شمارهٔ ثبت ۱۳۹۰ به‌عنوان یکی از آثار ملی ایران به ثبت رسیده‌است.